# Фёст (команда Формулы-1)
Фёст (англ. FIRST Racing) — спортивная команда, основанная Ламберто Леони. С 1987 по 1991 год принимала участие в Международной Формуле-3000, где одержала 2 победы. Известная своей неудачной попыткой принять участие в сезоне Формулы 1 1989 года.

## Несостоявшийся дебют в Больших призах
В 1988 году руководитель команды Ламберто Леони принял решение прийти в Формулу 1. С 1989 года турбомоторы были объявлены вне закона, что открывало для маленьких команд новые возможности. В качестве конструктора был нанят бразилец Ричард Дивила — бывший конструктор Fittipaldi и Ligier, который и построил шасси F189, оснащенное 3,5 литровым двигателем Judd.
В качестве единственного гонщика команды был подписан экс-пилот Coloni Габриеле Тарквини. Однако отсутствие достаточных средств, слабая техническая база привели к тому, что шасси оказалось чрезвычайно неудачным. Даже конструктор Ричард Дивила публично отказался от своего детища, заявив что автомобиль настолько небезопасен, что пригоден лишь как горшок для цветов. Тем не менее, команда всё же заявилась на сезон 1989 года. Однако шасси, действительно, оказалось настолько плохим, что даже не смогло пройти обязательный крэш-тест FIA. Последующие попытки как-то модернизировать автомобиль, все же, позволили пройти крэш-тест. Однако теперь получившийся автомобиль оказался самым тяжелым в пелотоне из 40 пилотов. Понимая всю безнадежность попыток пробиться даже через предквалификацию в таких условиях, Леони  незадолго до старта тренировочных заездов гран-при Бразилии снял команду с чемпионата, чтобы сосредоточиться на выступлених в Ф3000.
Позже шасси F189 было куплено Эрнесто Витой для его собственной команды Life. Минимально доработанное шасси приняло участие в сезоне 1990 года, ни в одном из гран-при не пройдя даже предквалификацию и, в лучшем случае, уступая соперникам 15-20 секунд на круге.

## Результаты выступлений в Формуле-1
| Год  | Шасси | Двигатель       | Шины | N° | Пилоты   | 1   | 2   | 3   | 4   | 5   | 6   | 7   | 8   | 9   | 10  | 11  | 12  | 13  | 14  | 15  | 16  | Очки | КК  |
| ---- | ----- | --------------- | ---- | -- | -------- | --- | --- | --- | --- | --- | --- | --- | --- | --- | --- | --- | --- | --- | --- | --- | --- | ---- | --- |
| 1989 | F189  | Judd EV 3.5, V8 | P    |    |          | БРА | САН | МОН | МЕК | КАН | США | ФРА | ВЕЛ | ГЕР | ВЕН | БЕЛ | ИТА | ПОР | ИСП | ЯПО | АВС | 0    | НКЛ |
| 1989 | F189  | Judd EV 3.5, V8 | P    | 42 | Тарквини | НТР |     |     |     |     |     |     |     |     |     |     |     |     |     |     |     | 0    | НКЛ |

| Легенда к таблице |                                                                    |
| --- | ------------------------------------------------------------------ |
| В таблице перечислены результаты всех Гран-при Формулы-1, в которых принимала участие команда. Строками таблицы являются сезоны, столбцами — этапы чемпионата мира. В каждой клетке указаны сокращённое название этапа и результаты гонщиков команды, дополнительно обозначенные цветом. Расшифровка обозначений и цветов представлена в нижеследующей таблице. |                                                                    |
| \| Пример \| Описание \| \| ------------ \| ------------------------------------------------------------------ \| \| 1 \| Победитель \| \| 2 \| Второе место \| \| 3 \| Третье место \| \| 5 \| Финишировал, заработав очки \| \| Сход \| Не финишировал, но при этом заработал очки \| \| 12 \| Финишировал, не получив очков \| \| НКЛ \| Финишировал, но не попал в финальную классификацию \| \| 15 \| Участвовал вне зачёта, либо по отдельной классификации \| \| 18 \| Не финишировал, но попал в финальную классификацию \| \| Сход \| Не финишировал \| \| НКВ \| Не прошёл квалификацию \| \| НПКВ \| Не прошёл предквалификацию \| \| ДСК \| Дисквалифицирован \| \| ИСК \| Исключён из протокола соревнований \| \| ТТ \| Заявлен для участия только в тренировках \| \| НС \| Участвовал в квалификации, но не стартовал в гонке \| \| Т \| Травмирован или болен \| \| ОТК \| Отказ от участия \| \| НТР \| Прибыл на соревнования, но на трассу не выезжал \| \| НПР \| Был заявлен в числе участников, но не прибыл к началу соревнований \| \| О \| Соревнования отменены \| \| \| Не участвовал \| \| Поул-позиция \| \| \| Быстрый круг \| \| |                                                                    |
| Пример | Описание                                                           |
| 1 | Победитель                                                         |
| 2 | Второе место                                                       |
| 3 | Третье место                                                       |
| 5 | Финишировал, заработав очки                                        |
| Сход | Не финишировал, но при этом заработал очки                         |
| 12 | Финишировал, не получив очков                                      |
| НКЛ | Финишировал, но не попал в финальную классификацию                 |
| 15 | Участвовал вне зачёта, либо по отдельной классификации             |
| 18 | Не финишировал, но попал в финальную классификацию                 |
| Сход | Не финишировал                                                     |
| НКВ | Не прошёл квалификацию                                             |
| НПКВ | Не прошёл предквалификацию                                         |
| ДСК | Дисквалифицирован                                                  |
| ИСК | Исключён из протокола соревнований                                 |
| ТТ | Заявлен для участия только в тренировках                           |
| НС | Участвовал в квалификации, но не стартовал в гонке                 |
| Т | Травмирован или болен                                              |
| ОТК | Отказ от участия                                                   |
| НТР | Прибыл на соревнования, но на трассу не выезжал                    |
| НПР | Был заявлен в числе участников, но не прибыл к началу соревнований |
| О | Соревнования отменены                                              |
| | Не участвовал                                                      |
| Поул-позиция |                                                                    |
| Быстрый круг |                                                                    |